# Stine Borgli
Stine Andersen Borgli (Sandnes, 4 luglio 1990) è una ciclista su strada norvegese, attiva come Elite UCI dal 2019, anno in cui ha vinto la Vuelta a Burgos, al 2023. A fine 2023 ha interrotto temporaneamente l'attività per dedicarsi al lavoro di operatrice presso una piattaforma petrolifera.

## Palmarès
- 2019 (Keukens Redant Cycling Team, una vittoria)

Classifica generale Vuelta a Burgos Feminas (con la Nazionale norvegese)

### Altri successi
- 2019 (Keukens Redant Cycling Team/FDJ Nouvelle-Aquitaine Futuroscope)

Classifica scalatrici Tour de Bretagne Féminin
Classifica scalatrici Kreiz Breizh Elites Dames
- 2020 (FDJ Nouvelle-Aquitaine Futuroscope)

1ª tappa Tour te Fjells Women (Storefjell, cronometro)
2ª tappa Tour te Fjells Women (Sanderstølen > Sanderstølen)
Classifica a punti Tour te Fjells Women
Classifica scalatrici Tour te Fjells Women
- 2022 (FDJ Suez Futuroscope)

Classifica a punti Tour of Uppsala

## Piazzamenti

### Grandi Giri
- Giro d'Italia

2020: 34ª

### Competizioni mondiali
- Campionati del mondo

Bergen 2017 - In linea Elite: 63ª
Innsbruck 2018 - In linea Elite: 29ª
Yorkshire 2019 - In linea Elite: ritirata
Imola 2020 - In linea Elite: 71ª
Fiandre 2021 - In linea Elite: 80ª
- Giochi olimpici

Tokyo 2020 - In linea: ritirata

### Competizioni continentali
- Campionati europei

Offida 2011 - In linea Under-23: ritirata
Glasgow 2018 - In linea Elite: ritirata
Plouay 2020 - In linea Elite: ritirata
Monaco di Baviera 2022 - In linea Elite: 72ª